# Claude Sebastien
Claude Sebastien, conegut habitualment amb la forma llatinitzada del seu nom, Claudius Sebastiani, fou un organista francès de mitjan segle xvi, nascut a Metz, Lorena.
És conegut principalment per un llibre rar i singular titulat Bellum musicale, interplani et mensurabilis cantus reges, de principatu musicae provincia obtinendo contendentes (Estrasburg, 1533, 3.ª ed., 1568). L'obra de Sebastien, escrita en to joco-seriós, tracta de les apassionades de l'època sobre la preeminència del cant pla i de la música mesurada. Suposa que la música és un país dividit en moltes províncies, de les que en descriu la situació i les costums. Dos germans regnen, un en la província del cant pla i l'altra en la del cant figurat. Cadascun d'ells es prepara per a la guerra. En auxili del rei del cant pla acudeixen molts països, així com el Papa, els cardenals, bisbes, abats, canonges, i inclús els mateixos luterans. L'exèrcit del rei del cant figurat està constituït per compassos, modus, tempos i prelacions. S'entaula la batalla, i algunes notes reben tantes contusions, que es tornen negres. La victòria fluctua, fins que es decideix pel rei de la música mesurada. Els dos germans es reconcilien i nomenen plenipotenciaris per assentar les bases de la pau, fixant-se llavors els límits dels dos regnes. L'obra que és curiosíssima, acaba per una sèrie de definicions i explicacions de les parts principals de cadascun dels gèneres de la música.